# Nemoraea javana
Nemoraea javana är en tvåvingeart som först beskrevs av Brauer och Julius Edler von Bergenstamm 1894.  Nemoraea javana ingår i släktet Nemoraea och familjen parasitflugor. Inga underarter finns listade i Catalogue of Life.